# Голицын, Борис Фёдорович
Князь Борис Фёдорович Голицын (1821—1898) — генерал-лейтенант (1873), тайный советник и обер-егермейстер (1880) из рода Голицыных. Сын камергера Фёдора Сергеевича Голицына и его жены Анны Александровны Прозоровской.

## Биография
В службу вступил в 1840 году; 27 апреля 1843 года произведён, за выслугу лет, из эстандарт-юнкеров лейб-гвардии Гусарского Его Величества полка в корнеты, с переводом в лейб-кирасирский Его Высочества Наследника Цесаревича полк.
Служил ротмистром в 4-м дивизионе лейб-гвардии Кирасирского Его Величества полка, состоял адъютантом генерал-фельдмаршала князя Варшавского графа Паскевича-Эриванского, по смерти которого назначен 25 января 1856 года флигель-адъютантом к императору; 17 апреля 1859 года произведён в полковники, с оставлением в звании флигель-адъютанта.
С 12 февраля 1860 года — командир лейб-гренадёрского Эриванского Его Величества полка, с оставлением в звании флигель-адъютанта.
За отличие по службе 24 сентября 1861 года был произведён в генерал-майоры, с назначением в Свиту Его Императорского Величества и с оставлением в должности командира лейб-гренадёрского Эриванского Его Величества полка (до 8 июля 1864 года), со старшинством, считающимся с 17 апреля 1863 года согласно Манифесту 18 февраля 1762 года.
Был произведён 30 августа 1873 года в генерал-лейтенанты. Состоял в распоряжении главнокомандующего войсками гвардии и Петербургского военного округа великого князя Николая Николаевича.
В 1874—1879 годах — в отставке. С 1879 года служил в Министерстве императорского двора. С 1880 года тайный советник и обер-егермейстер Двора Его Императорского Величества, по званию являлся первым чином Императорского Двора. Будучи начальником егермейстерской конторы, Голицын сделал многое для разведения в России борзых, славившихся своей резвостью и мертвой злобой. Был награждён всеми российскими орденами вплоть до ордена Святого Александра Невского с бриллиантовыми знаками пожалованными ему 2 апреля 1895 года.
Не имея семьи, проживал в помещениях для членов фешенебельного Яхт-Клуба на Большой Морской в Петербурге. По отзыву современника, был большим ценителем хорошего обеда и особенно хорошего вина.
Скончался 5 (17) января 1898 года в Санкт-Петербурге от ожирения сердца, похоронен при церкви села Бельщина Аткарского уезда.

## Награды
российские
- орден Св. Владимира 4-й ст. с бантом (1849)
- орден Св. Владимира 3-й ст. с мечами (1849)
- орден Св. Анны 2-й ст. с мечами и императорской короной (1862)
- орден Св. Станислава 1-й ст. с мечами (1864)
- орден Св. Анны 1-й ст. с мечами (1867); императорская корона к ордену (1870)
- орден Белого орла
- орден Св. Владимира 2-й ст.
- орден Св. Александра Невского; бриллиантовые знаки к ордену

иностранные
- австрийский орден Железной короны 3-й ст. (1850)
- австрийский орден Леопольда 3-й ст. (1851)
- орден Белого сокола 2-й ст. (1856)
- орден Дубовой короны 2-й ст. (1859)